# 寛一商店
寛一商店株式会社（かんいちしょうてん）は、京都府京都市に本社を置き、調剤薬局の運営を行っていた企業。

## 概要
2012年11月に設立。2014年に大垣市民病院の近くに調剤薬局の1号店を開業して以降、「なぎさ薬局」の名称で関東地方、東海地方、近畿地方を中心に出店攻勢を強めていき、2018年8月以降はM&Aを積極的に進め、7社の調剤薬局運営会社を傘下に収めた。2018年10月期には約34億3000万円の売上があった。
しかし、ハピコムグループやマツキヨココカラ&カンパニーなどの大手薬局チェーンを中心とした調剤併設型のドラッグストアの台頭などにより調剤薬局が乱立したことや、過去に行っていたM&Aに伴う金融機関からの借入金が返済困難になったこと、新型コロナウイルス発生に伴う医療施設への受診控えの影響を受け、処方箋数が伸び悩んだため、グループの業績は悪化していった。
2024年には、取引金融機関に対して返済猶予を要請していたものの、同意が得る事はできず、寛一商店とグループ会社8社は2024年7月26日に東京地方裁判所に対して会社更生法適用を申請。同年8月31日に会社更生手続開始決定を受けた。負債総額は9社合計で約111億6000万円。
会社更生スポンサーには調剤薬局大手であるファーマライズホールディングスが選定された。寛一商店とファーマライズホールディングスは2024年9月24日、寛一商店、ならびに会社更生手続開始決定を受けたグループ会社8社と法的処理を受けていないメディカルアソシエイツが手掛けている調剤薬局事業並びに調剤薬局54店舗を、同年12月1日付でファーマライズホールディングスに譲渡する契約を締結した。
寛一商店とグループ会社が手掛けていた調剤薬局事業、ならびに54店舗は、予定通り2024年12月1日付でファーマライズホールディングスへ譲渡された後、翌12月2日にファーマライズホールディングスが設立した子会社であるnext PHへ吸収分割により譲渡され、寛一商店グループが運営していた54店舗は同日以降はnext PHによる運営となった。寛一商店グループが手掛けていた事業は、ファーマライズホールディングスによって再建が図られる事になる。寛一商店とグループ会社8社は事業譲渡後も会社更生手続を継続する。

## 店舗
事業譲渡時点では、「なぎさ薬局」「アサヒ調剤薬局」「キクヤ調剤薬局」などの名称で54店舗を運営していた。事業譲渡後は全店舗が「ファーマライズ薬局」もしくは「トリム薬局」に名称が変更された。

## グループ会社
- 会社更生法適用を申請した企業
  - アサヒ調剤薬局株式会社
  - 有限会社ハヤシデラ
  - 有限会社共生商会
  - 株式会社ハーベリィ科学研究所
  - 株式会社ソフトリー
  - 有限会社ライフプランニング
  - 新潟医薬株式会社
  - 有限会社さくら調剤薬局
- 法的処理を受けていない企業
  - 株式会社メディカルアソシエイツ